# Stege Sukkerfabrik
Stege Sukkerfabrik er en tidligere sukkerfabrik, der ligger i Lendemarke vest for Stege på Møn. Den blev etableret i 1884 og var i funktion frem til 1989.

## Historie
De danske Sukkerfabrikker blev etableret i 1872 som aktieselskab. Der blev oprettet sukkerfabrikker i Holeby, Odense og Nakskov. Den lokale landmand og højskoleforstander Frede Bojsen arbejde for at få etableret en sukkerfabrik i Stege, der dog krævede mindst 2000 tønder land dyrket med sukkerroer, og Bøjsen kunne kun få tilsagn til 1200 tønder, hvorfor bestyrelsesformanden C. F. Tietgen afvist planerne.
Bojsen gik i stedet til Gustav Adolph Hagemann, der tilsluttede sig planerne i februar 1883. Herefter blev arkitekten Ludvig Fenger hyret til at tegne fabrikken, der stod klar til roekampagnen i efteråret 1884.
Allerede fra starten blev det en af de største arbejdspladser på Møn, idet første sæson havde omkring 500 personer ansat inden for en lang række fagområder.
Der blev opført en række arbejderboliger i Fabriksgade og Nygade umiddelbart overfor fabrikken i slutningen af 1800-tallet. Fra Pollerup blev der anlagt en smalsporet roebane.
Der blev etableret saftstationer, der var tilknyttet fabrikken i Damme, Damsholte, Mern, Ny Borre og Pollerup. Saften fra Mern Saftstation blev ført en rørledning over Dronning Alexandrines Bro. I takt med at lastbiler begyndte at overtage transporten af sukkerroer til fabrikken i 1920'erne blev saftstationerne rolle mindre, og de blev lukket i de følgende årtier: Damme blev nedlagt i 1928, Pollerup blev nedlagt i 1936, Damsholte blev nedlagt  i 1949 og blev nedlagt  Holme i 1950. Mern Saftstation var i brug frem til 1976 som den sidste saftstation i Danmark.
I 1956 blev der opført to siloer til fabrikken, og i 1970'erne blev der bygget en halbygning.
Fabrikken var i drift frem til 1989, hvor den sidste roekampagne blev gennemført. Siden er bygninger blevet brugt af en række andre virksomheder.
I 2022 blev der vedtaget planer om at omdanne fabriksområdet til 500 ferieboliger.